# Denis Magadiyev
Denis Ulfatovich Magadiyev (tiếng Nga: Денис Ульфатович Магадиев; sinh ngày 18 tháng 1 năm 1992) là một cầu thủ bóng đá người Nga. Anh thi đấu cho F.K. Shinnik Yaroslavl.